# Justin Morrow
Justin Morrow, né le 14 octobre 1987 à Cleveland, est un joueur international américain de soccer. Il évolue au poste de défenseur.

## Biographie
Le 17 décembre 2013, il est transféré au Toronto FC contre une allocation monétaire.
Le 16 septembre 2021, Morrow annonce mettre un terme à sa carrière professionnelle à l'issue de la saison 2021.

### En sélection
Morrow est appelé pour la première fois en sélection nationale à l'issue de la saison 2012 de MLS. Il est titulaire pour sa première apparition en sélection à l'occasion d'un match nul contre le Canada en janvier 2013. Il a depuis été rappelé sans entrer en jeu à l'occasion de plusieurs matchs qualificatifs pour la coupe du monde 2014.

## Palmarès
États-Unis
- Vainqueur de la Gold Cup en 2017

 Earthquakes de San José
- Vainqueur du Supporters' Shield en 2012

 Toronto FC
- Vainqueur du Championnat canadien en 2016, 2017 et 2018.
- Vainqueur du Supporters' Shield en 2017